# Mira (Zas)
Mira (llamada oficialmente Santa María de Mira) es una parroquia y una aldea española del municipio de Zas, en la provincia de La Coruña, Galicia.

## Entidades de población
Entidades de población que forman parte de la parroquia:
- A Costa
- Follente
- Gontalde
- Mira
- Rosende
- Teixidón
- Ventoselo

## Demografía

### Parroquia
| Gráfica de evolución demográfica de Mira (parroquia) entre 2000 y 2019 |
|                                                                        |
| Datos según el nomenclátor publicado por el INE.                       |

### Aldea
| Gráfica de evolución demográfica de Mira (aldea) entre 2000 y 2019 |
|                                                                    |
| Datos según el nomenclátor publicado por el INE.                   |